# Certificat d'eficiència energètica
El certificat d'eficiència energètica és un tràmit administratiu per certificar energèticament els edificis existents o part d'ells, per exemple, un habitatge d'un edifici entre mitgeres, un local comercial, etc. Mitjançant la certificació energètica és possible saber el comportament energètic d'un habitatge i com millorar-lo per tal de disminuir els costos del consum d'energia, o sigui, reduir l'import de les factures dels subministraments de llum, aigua i gas.